# Бистшоновский, Войцех
Войцех Бистшоновский (или Бистшановский), SJ, Войцех с Бистшановиц герба Старыконь, пол. Wojciech Bystrzonowski, Wojciech z Bystrzanowic herbu Starykoń; 13 апреля или 15 августа 1699, Цихобуж — 1782, Люблин) — иезуит, провинциал Малопольской провинции иезуитов, философ, богослов, педагог, математик и теоретик произношения. Ректор Львовской коллегии иезуитов в 1752-1755 годах.

## Биография
Родился в дворянской семье. В 1713 году вступил в Общество Иисусово в Кракове, где получил начальный образовательный уровень. Изучал философию в Калише, богословие в Познани. В 1726 году получил священническое рукоположение. После завершения студий в течение шести лет учил в иезуитских коллегиях в низших классах. Находился в Красноставе, где преподавал математику (1730-1732) и в Люблине, где был преподавателем философии и богословия (1733-1745). В 1745 году стал ректором коллегии в Познани, а в 1752-1755 годах исполнял эту обязанность во Львове. В 1756 году вернулся в Люблин, где с четырёхлетним перерывом (коллегия в Ярославе) был ректором. В 1767 году стал провинциалом Малопольской провинции иезуитов. В 1770 году вновь вернулся к педагогической работе. Был теоретиком барочного произношения, противником Станислава Конарского, а одновременно пропагандистом естественных наук.

## Публикации
- Polak, sensat w liście, w komplemencie polityk, humanista w dyskursie, w mowach statysta, na przykład dany szkolnej młodzi. — Люблин 1730 (работа была издана 12 раз в течение 1732-1757 лет)
- Thaumaturgus in Icone Lublinensis Sacelli Societatis Jesu S, Станислава Kostka Regum Regnique Patronus in peste, infirmitate, desperatis casibus certus tutelaris... — Люблин 1735
- Thaumaturgae in sua aede prope oppidum Chodel Virgini Lauretanae in morte et variis infirmitatibus sospitatrici in peste, hostilitate et periculis praesidii Collegii Lublinensis S. J. domesticae tutelari... — Люблин 1735
- Honor Najświętszej Marii historycznie wyrażony w opisaniu tajemnic, i początku czci, świąt i jej... — Калиш 1741
- Informacja matematyczna rozumie ciekawego Polaka świat cały, niebo i ziemię i co na nich jest w trudnych kwestiach i praktyce jemuż ułatwiająca. — Люблин 1743, 2-е издание: Люблин 1749 (автор выступает против системы Николая Коперника)